# Brandebourg (couture)
Pour les articles homonymes, voir Brandebourg (homonymie).

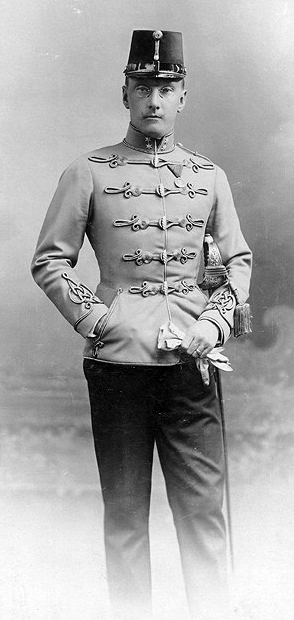
Hussard autrichien (1905), l'uniforme fermé avec cinq nœuds brandebourgs.

Le brandebourg est un passement en forme de nœud plus ou moins sophistiqué, que l'on trouve sur les vêtements anciens, notamment sur les dolmans ou les uniformes d'officiers.
Le mot brandebourg vient de la ville allemande de Brandebourg.